# De Dion-Bouton Type JZ
Der De Dion-Bouton Type JZ ist ein Pkw-Modell aus der Zeit zwischen den beiden Weltkriegen. Hersteller war De Dion-Bouton aus Frankreich.

## Beschreibung
Das Modell erhielt am 4. August 1925 seine Zulassung von der nationalen Behörde. Es wurde nur im Modelljahr 1926 in Frankreich und im Vereinigten Königreich angeboten.
Der Vierzylindermotor hat OHV-Ventilsteuerung, 82 mm Bohrung, 130 mm Hub und 2746 cm³ Hubraum. Er war damals in Frankreich mit 15 Cheval fiscal (Steuer-PS) eingestuft. Die Motorleistung ist mit 60 BHP angegeben, was etwa 60 PS sind. Wie so viele Fahrzeuge aus dieser Zeit hat es ein festes Fahrgestell, Frontmotor, Kardanantrieb und Hinterradantrieb. Das Getriebe hat vier Gänge.
Der Radstand beträgt 3580 mm und die Spurweite 1475 mm. Die Höchstgeschwindigkeit ist mit etwa 100 km/h angegeben.
Bekannt sind Aufbauten als Tourenwagen, Limousine, Pullman-Limousine, Landaulet, Coupé und Roadster mit Notsitz.
Es gab keinen Nachfolger.